# Infanticídio de Bernardo e Vicente Oliveira dos Santos
O infanticídio de Bernardo e Vicente Oliveira dos Santos foi o assassinato, em 12 de março de 2025, dos irmãos gêmeos Bernardo e Vicente por seu pai Jardel Oliveira dos Santos com o objetivo de cometer o feminicídio indireto de sua ex-companheira. Os meninos tinham seis anos quando foram levados de sua cidade, Parobé, sem o consentimento da mãe, por Jardel, que causou um acidente na RS-446, em São Vendelino, para matar os três, num caso de homicídio e suicídio.
"Segundo a polícia, o acidente foi provocado intencionalmente pelo pai (...) com o objetivo de ferir a mãe", reportou o portal G1.
Não foi possível o indiciamento ou condenação do criminoso por sua morte no incidente. "Em razão da morte do agente, é caso de arquivamento, então, não tem persecução penal", explicou o delegado Clóvis Nei da Silva, de Parobé. 

## Contexto
Jardel e a mãe dos meninos haviam se separado poucos anos antes e desde 2023 ela tinha uma medida protetiva contra ele com base na Lei Maira da Penha. "A mãe tinha uma medida protetiva contra o ex-marido, porém, ele ainda tinha o direito de ver as crianças", explicou a GZH, ainda adicionando que ele havia antecipado a visita aos filhos naquela semana. 
De acordo com uma ordem judicial, Jardel podia ficar com os filhos, mas estava proibido de deixar a cidade de Parobé com as crianças. Ele pegou os filhos antecipadamente em 11 de março e deveria ter devolvido os filhos às 12 horas de 12 de março, o que não ocorreu. 

## Crime
Na manhã da quarta-feira de 12 março, a casa onde Jardel morava e ficava com os filhos, pegou fogo e os vizinhos não encontraram ninguém no local quando tentaram apagar o incêndio. Quando as crianças não foram devolvidas no horário marcado e a mãe soube do incêndio e não conseguiu contato com o ex-companheiro, no início da tarde ela procurou a polícia de Sapiranga para registrar um boletim de ocorrência sobre o desaparecimento dos filhos. Considerando o contexto da família, a polícia imediatamente começou as buscas, tendo o caso sido registrado como "subtração de incapaz".
Quando a polícia conseguiu rastrear Jardel, descobriu que ele havia se dirigido até o Vale do Caí, cerca de 75 quilômetros de onde morava, onde seu carro foi captado por câmaras de segurança andando pelas ruas da cidade de Bom Princípio. À noite, por volta das 20h40min, o criminoso causou o acidente que vitimou os filhos, chocando o veículo de frente contra um caminhão quando voltava da Serra Gaúcha rumo ao Vale do Caí. "Pelo que sabemos, ele teria pego as crianças no término da escola, teria que devolver para a mãe e não devolveu. Continuou com as crianças e cortou contato. Não atendia celular e não falava com ninguém. E aconteceu o acidente", disse o delegado Marcos Eduardo Pepe, de Bom Princípio e São Vendelino. 
À polícia o motorista da carreta relatou que subia a Serra a 60 km/h quando o veículo dirigido por Jarcel veio em direção à frente do caminhão e que ainda teria tentado desviar. 
Jardel morreu no local do crime, mas Vicente e Bernardo foram levados para hospitais da Serra Gaúcha, onde o primeiro faleceu horas depois em Bento Gonçalves. O outro gêmeo chegou a ficar na UTI, em estado grave, no Hospital Geral de Caxias do Sul, tendo a morte cerebral confirmada em 14 de março. 
A mãe dos meninos passou mal ao saber do crime e teve que ser levada a um hospital. 

## Investigações
Após as primeiras investigações, com base no contexto da separação do casal e nas circunstâncias do "acidente", a polícia passou a tratar o caso como um acidente causado deliberadamente para provocar o homicídio dos filhos e suicídio do autor. 
"Apesar das diferentes possibilidades, Pepe [delegado de Bom Princípio] detalha que o histórico do pai das crianças, assim como as últimas ações dele colaboram para a linha de uma intencionalidade do caso", reportou o portal GZH.

## Desfecho
Como o autor do crime morreu no acidente, não foi possível seu indiciamento ou condenação. Ele foi enterrado num cemitério de Parobé. 
Os meninos foram velados em Parobé e sepultados em 15 de março no Cemitério Municipal de Taquara, no Vale do Paranhana. 

## Leia também
- Infanticídio de Mirielly e Cecília Gomes Souza
- Infanticídio de Théo Ricardo Ferreira Felber
- Feminicídio indireto